# Sonfonia
Sonfonia est l'une des douze communes constituant la ville de Conakry, capitale de la Guinée.

## Histoire
Relevant de la commune de Ratoma, Sonfonia est ériger en commune en janvier 2024, le CNT approuve le nombre de commune de Conakry à douze sur proposition du ministère de l'administration du territoire dont Gbessia, Tombolia, Lambanyi, Sonfonia, Kagbelien et Sanoyah.

## Situation géographique
La commune de Sonfonia dont le chef-lieu est Sonfonia centre 1, elle est limitée au sud par la route Leprince, au nord par le bord de mer, à l’ouest par la transversale numéro 5 (T5) Wanidara 1 et à l’est par la transversale numéro 8 (T8).

## Administration
En avril 2024, le MATD confie la gestion des nouvelles communes a des délégations spéciales
| N° | Nom            | intituler  | Debut      | fin      | motif |
| -- | -------------- | ---------- | ---------- | -------- | ----- |
| 01 | Madina Dansoko | Presidente | avril 2024 | En cours |       |
|    |                |            |            |          |       |

## Éducation

### Universités
La commune de Sonfonia est dotée de plusieurs universités et instituts d'enseignement supérieur : l'université Général Lansana Conté, l'Institut Réné Levesque, Université Cheick Modibo Diarra.